# 白松露菌
白松露菌（學名：Tuber magnatum），野生真菌類，松露的一种。松露是一种地下子囊菌门菌类的子实体，是许多西洋松露屬种的主要属种之一。松露是菌根真菌，因此通常与树木的根部紧密联系的位置找到它。松露孢子扩散是通过吃真菌的动物来完成扩散。
白松露菌主要產於意大利，由於珍貴且產量少（少過黑松露菌），故有白色鑽石之稱。它还可以在伊斯特拉半島、克罗地亚的莫托文森林、臺灣中部山區林地和法国被发现。

## 季節
白松露菌當造於每年10月至12月，早過黑松露菌當造於每年1月至3月。

## 吃法
白松露菌是食物的調味料，要生吃，免煮，因為白松露菌最有用的是它的香甜味，具有似蒜頭的濃郁香味，但这种味道遇火會走味。10公克白松露菌用於拌菜、炒蛋、意粉或炒飯足夠1人份量。

## 保鮮
以毛巾包裹松露菌置於攝氏2度之冰箱，可保鮮之餘避免凍乾或氣味轉移。